# Holger Jensen
Holger Johannes Jensen (født 8. oktober 1918 i Aalborg, død 29. december 2004 i København) var en dansk arkitekt, som især er kendt som den, der i nyere tid har bygget flest kirker.

## Biografi
Holger Jensen var i tømrerlære i perioden 1935-38 og uddannedes derefter på Københavns Bygmesterskole i 1940 samt på Kunstakademiet, hvor han i 1950 modtog akademiets lille guldmedalje. I 1951 var han på studieophold i Boston i USA, hvor han bl.a. mødte arkitekten Frank Lloyd Wright, hvis arkitekturopfattelse kom til at påvirke ham.
I 1952 stod han for opførelsen af sin første kirke, Sjælør Kirke i Sydhavn Sogn i Københavns Stift, som senere blev efterfulgt af de mange andre, han er kendt for, men han byggede også forskellige institutioner og enfamiliehuse.
Foruden at være arkitekt havde Holger Jensen evner som tegner og maler og udsmykkede selv nogle af kirkerne med kalkmalerier. Han tegnede desuden julemærkerne for årene 1959 og 1961.
I 1990'erne var Holger Jensen udsendt af Kirkernes Verdensråd til Østeuropa.[kilde mangler]
Holger Jensen er begravet på Garnisons Kirkegård.

## Kirkebyggeri
I årene 1952-1994 tegnede Holger Jensen de nedenfor nævnte 49 kirker. Hertil forestod han en lang række restaureringsarbejder i andre kirker.
Hans kirkeprojekter omfattede ud over de mange blivende kirker også en række vandrekirker (små flytbare kirker, som kunne anvendes, til et nyt sogn fik en endelig kirke) samt sømandskirker i London, Antwerpen, Rotterdam, Yokohama og Lissabon.
Kendetegnende for alle hans kirker er, at de er funktionalistiske, beskedne af størrelse og fleksible. Holger Jensen er blevet kaldt de små kirkers arkitekt. De er egnede til at understrege kirken som et hus for menighedens fællesskab mere end til kultisk højtidelighed.[kilde mangler]

## Holger Jensens kirker
- Adventskirken Adventisterne, Nykøbing Falster 1972
- Agto Kirke. Vestgrønland 1974
- Ammassalik Kirke, Tasiilaq, Østgrønland 1985
- Bavnehøj Kirke, København 1977
- Bistrup Kirke, Hjørring 1978
- Dokkedal Kirke, Himmerland 1963
- Dyrup Kirke, Odense 1986
- Egeris Kirke, Skive 1960
- Ellebæk Kirke, Holstebro 1980
- Fuglefjord Kirke, Østerø, Færøerne 1983
- Garnisons Kirkegårdskapel, Garnisons Kirkegård, København 1994
- Gistrup Kirke, Aalborg 1986
- Halskov Kirke, Korsør 1968
- Hedeager Kirke, Herning 1975
- Hedegårdskirken, Ballerup 1982
- Husum Kirke, København 1977
- Husumvold Kirke, København 1960
- Højene Menighedshus, Sankt Olai Sogn Hjørring 1983
- Isortoq Kirke, Østgrønland 1990
- Johanneskirken, Søborg Romersk-katolske kirke 1967
- Johanneskirken, Vorup, Randers 1978
- Kokkedal Kirke, Hørsholm 1982
- Korsvejskirken, Tårnby 1973
- Lindehøj Kirke, Herlev 1969
- Lundehus Kirke, København 1957
- Mejdal Kirke, Holstebro 1982
- Mosede Kirke, Greve 1978
- Napassoq Kirke, Sukkertoppen, Vestgrønland 1980
- Nyvangs Kirke, Kalundborg 1974
- Nørremarkskirken, Vejle 1976
- Præstevang Kirke, Hillerød 1962
- Rønnevang Kirke, Tåstrup 1976
- Simon Peters Kirke, Kolding 1979
- Sjælør Kirke, København 1952
- Skovkirken, Kolonien Filadelfia, Dianalund 1973
- Slite Kirke (sv), Gotland, Sverige 1959
- Sjöbo Kirke (sv), Borås, Sverige 1959
- Skt. Andreas Kirke, Randers 1971
- Solvang Kirke, København 1976
- Søborgmagle Kirke, Gladsaxe 1968
- Ungdomsbyens Kirke, Rødovre 1963
- Tasiusaq Kirke, Nanortalik, Sydgrønland 1991
- Sømandskirken i Antwerpen 1962
- Sømandskirken i London 1959
- Sømandskirken i Lissabon 1973
- Sømandskirken i Rotterdam 1970
- Sømandskirken i Yokohama 1964
- Trustrup Kirke, Djursland 1988
- Vestervang Kirke, Helsingør 1966
- Værløse Kirke, Værløse 1971
- Østervangkirken, Glostrup 1970